# Дорн, Борис Андреевич
Бори́с (Бернгард) Андре́евич Дорн (нем. Johannes Albrecht Bernhard Dorn; 11 мая 1805, Шейерфельд (близ Кобурга), герцогство Саксен-Кобургское — 19 [31] мая 1881, Санкт-Петербург) — востоковед-историк, иранист, семитолог, действительный член Императорской Санкт-Петербургской академии наук (с 1842); тайный советник.

## Биография
Родился 11 мая 1805 года в Шейерфельде (близ Кобурга).
Окончил гимназию в Кобурге. Сначала изучал теологию в Галле и Лейпциге. Затем в Лейпцигском университете стал изучать восточные языки и в 1825 году, получив в нём хабилитацию, преподавал их до 1827 года. В 1826 году Френ, директор Азиатского музея Императорской академии наук, рекомендовал Дорна на только что созданную кафедру восточных языков в Харьковском университете. Был зачислен на российскую службу с 1 июня 1827 года, но формальности заняли почти два года, в течение которых Дорн путешествовал по Европе.
С 1829 по 1835 годы он был профессором востоковедения в Харьковском университете, где до 1831 годы был также директором университетского Минц-кабинета.
В 1835 году переехал в Санкт-Петербург, где по приглашению С. С. Уварова читал лекции в Азиатском департаменте МИДа.
С 1838 года преподавал в Петербургском университете: до 1842 года — санскритский язык на 1-м отделении философского факультета, затем — пуштунский язык на факультете восточных языков. С 31 декабря 1855 года — действительный статский советник; с 24 декабря 1871 года — тайный советник.
С 1839 года — адъюнкт, а с 1842 года — действительный член Академии наук. В 1842 году он также стал директором Азиатского музея при академии, сменив Х. Д. Френа. Много лет он следил за путешествиями русских учёных в Азии и способствовал сбору там восточных материалов; приобрел ряд частных коллекций для Азиатского музея: за время его правления количество персидских рукописей увеличилось втрое, были начаты собрания пуштунских и курдских рукописей. Постепенно Дорн превратил музей в академическое научно-исследовательское учреждение (ныне Санкт-Петербургский филиал Института востоковедения РАН). Он знакомил научный мир с приобретавшимися рукописями, особенно на иранских языках, посредством серии публикаций, охватывающих период с 1827 по 1881 годы.
С 1844 по 1869 год он был также сотрудником Императорской публичной библиотеки, где провёл большую работу по систематизации и созданию каталога восточных рукописей библиотеки (в 1852 году) и каталога печатных книг («Каталог арабских, персидских и турецких произведений, изданных в Константинополе, в Египта и Персии, которые находятся в Азиатском музее Академии» // «Вестник Императорской Академии наук Санкт-Петербурга». — 1866).

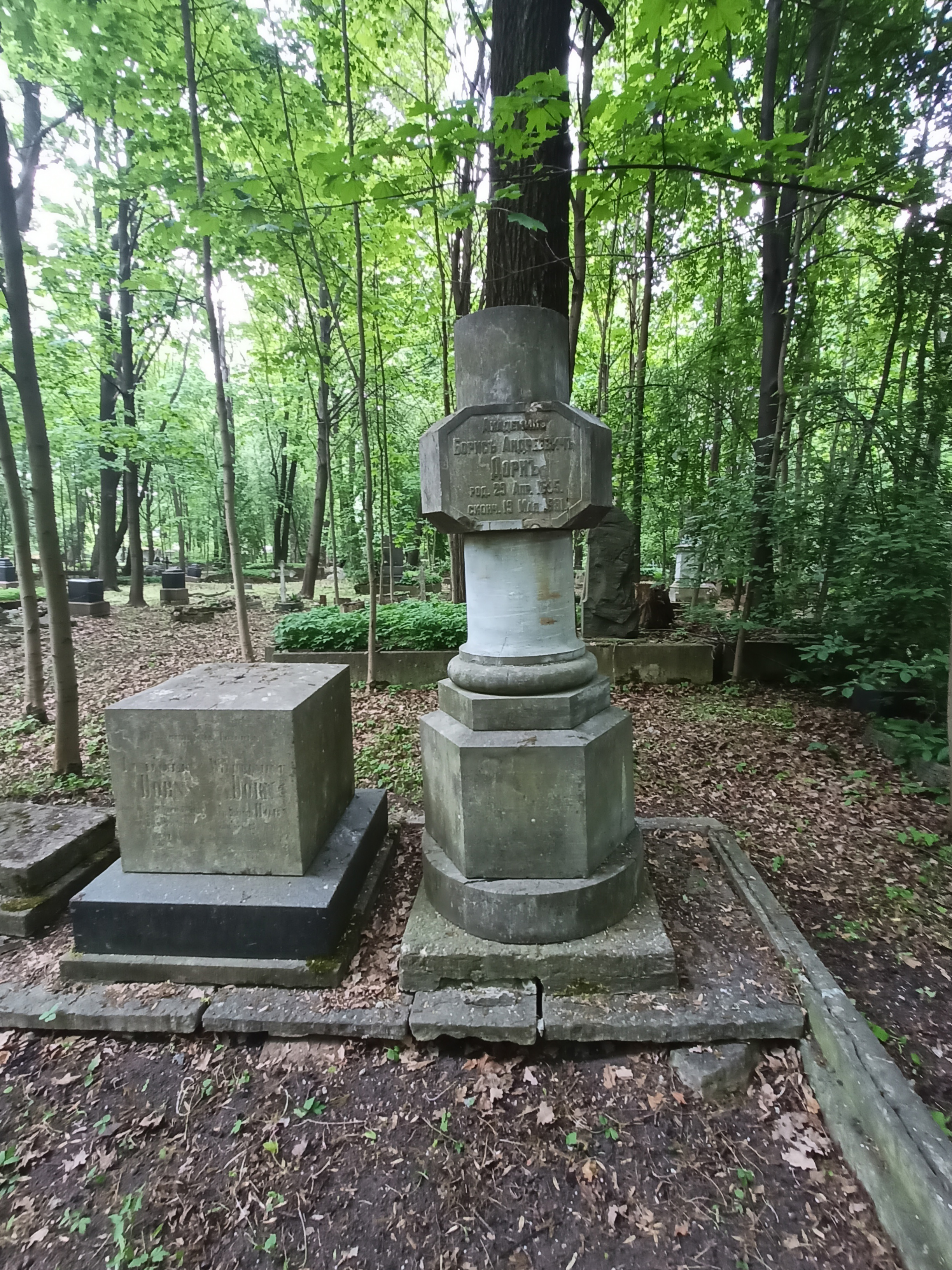
Могила Б. А. и Л. Б. Дорнов на Смоленском лютеранском кладбище

Написал много рецензий для присуждения Демидовской премии.
В 1850-х годах стал членом Лондонского и Берлинского нумизматических обществ, Германского востоковедного общества, Парижского азиатского общества. В 1869 году был признан Советом Санкт-Петербургского университета доктором восточной словесности honoris causa. 
Умер 19 (31) мая 1881 года в Санкт-Петербурге. Похоронен на Смоленском лютеранском кладбище.

## Награды
- орден Св. Анны 2-й ст. (1846)[5]
- орден Св. Владимира 3-й ст. (1859)[6]
- орден Св. Станислава 1-й ст. (1862)
- орден Св. Анны 1-й ст. (1865; императорская корона к ордену — 1869)[6]
- орден Св. Владимира 2-й ст. (1876)
- орден Белого орла (1880)
- орден Св. Владимира 1-й ст.

иностранные
- большой крест Саксен-Эрнестинского дома (1852)
- золотая медаль Королевства Вюртембергского
- персидский орден «Льва и Солнца» 1-й степени (1857)

## Семья
Жена: Шарлотта-Каролина-Адельгунде (урожд. баронесса фон Клопман; 10.03.1810, Вюрцау — 04.04.1870, Санкт-Петербург). Их дети:
- Йоганн Генрих Лудольф (Лудольф Борисович) (1840—1891) — юрист, заслуженный профессор
- Людмила Генриетта Луиза (1843—1913), в первом браке — Ауэ, во втором — Полетика
- Бернгард Эрнст Эдмунд Карл (Борис Борисович) фон Дорн (1847—?) — юрист; с 1874 года присяжный поверенный, затем присяжный стряпчий; председатель совета директоров: АО Писчебумажной фабрики «Паличек», товарищества Ржевской писчебумажной фабрики, нефтяного Общества «Кавказ», член совета директоров Боровичского завода «Вахтер», член комиссии общества Боровичской железной дороги. С 1885 г. владел имением в деревне Вильповицы с двумя особяками, кирпичным заводом, мельницей; в 1898 году женился на Марии Николаевне Смольковой (26.06.1865—26.06.1902; была похоронена на Петергофском кладбище[3]).